# Крюков (Дубовский район)
Крю́ков — хутор в Дубовском районе Ростовской области.
Входит в состав Барабанщиковского сельского поселения.

## Население
| 2002 |
| ---- |
| 67   |

| 1989 | 2002 | 2010 |
| ---- | ---- | ---- |
| 71   | ↘66  | ↘49  |

## Улицы
На хуторе имеются две улицы: Железнодорожная и Кольцевая.